# Monique Feijen
Monique Feijen (født 17. juli 1976) er en tidligere kvindelig hollandsk håndboldspiller som optrådte for Hollands kvindehåndboldlandshold.

## Karriere
I slutningen af 1990'erne var der ikke en egentlig damehåndboldliga i Holland, og de bedste spillere trænede primært på landsholdet. Den danske landsholdstræner Jan Pytlick indledte et samarbejde med sin hollandske kollega Bert Bouwer, og han foreslog, at nogle af de bedste af spillerne skulle spille i Danmark. Derfor ankom i julen 1999 fire talentfulde hollandske landsholdsspillere, heriblandt Feijen, til GOG med økonomisk støttet fra rigmanden Ton van Born. Spillerne blev hurtigt en succes og var blandt andet medvirkende til, at GOG vandt pokalturneringen i 1999-2000.
Efter at have spillet 7 år i GOG, skiftede hun i 2007 til ligakonkurrenter fra Horsens HK. Hun lagde i 2009 efter to år i Horsens håndbolden på hylden, grundet samtlige korsbåndskader. Hun optrådt i 2011 på 3. divisionsholdet fra Børkop HK, og stoppede derefter endegyldigt sin aktive håndboldkarriere.
Efter sin håndboldkarriere, er hun blevet lærer på Design- og Idrætsefterskolen Skamling, hvor hun underviser i tysk og håndbold.